# Ghiacciaio Foley
Il ghiacciaio Foley (in inglese Deadmond Glacier) è un ghiacciaio lungo circa 7 km situato sull'isola Thurston, al largo della costa di Eights, nella Terra di Ellsworth, in Antartide. Il ghiacciaio, il cui punto più alto si trova a circa 200 m s.l.m., si trova in particolare nella parte occidentale dell'isola e qui fluisce verso nord poco a est di capo Petersen.

## Storia
Il ghiacciaio Foley è stato così battezzato dal Comitato consultivo dei nomi antartici in onore di Kevin M. Foley, dello United States Geological Survey, membro del Glaciological and Coastal-Change Maps of Antarctica Project che studia i cambiamenti dei flussi glaciali e delle coste antartiche.